# Horacio Vásquez
Felipe Horacio Vásquez Lajara (ur. 1860, zm. 1936) – dominikański generał i polityk, wiceprezydent w latach 1899-1902, trzykrotny prezydent kraju w 1899 (tymczasowo), 1902-1903 (po dokonaniu przez siebie przewrotu, został obalony) i 1924-1930 (objął władzę po opuszczeniu przez amerykańskie wojska Dominkany, został obalony przez Rafaela Leonidasa Trujillo, udał się na wygnanie). Przywódca Partii Demokratycznej. Reprezentował poglądy konserwatywne.